# 아베 마사요시 (1627년)
아베 마사요시(일본어: 阿部正能, 1627년 ~ 1685년 5월 15일)는 에도 시대 전기의 다이묘이다. 가즈사 오타키번주, 무사시 오시 번 제2대 번주를 지냈다. 에도 막부에선 노중을 맡았다. 다다아키계 아베가(忠秋系阿部家) 제2대 당주.
이와쓰키 번세자였던 아베 마사즈미의 장남으로 태어났다. 이와쓰키 번주 아베 마사쓰구의 장손이기도 하다. 조부 마사쓰구 사후에 마사요시에게 1만석이 내려져 오타키 번으로 입번하게 되었고 이와쓰키 번주이자 종가당주인 숙부 아베 시게쓰구 사후 6천석을 더 부여받게 되었다. 하지만 얼마 지나지않아 당숙부 아베 다다아키가 후사가 없어 그의 양자(오시 번세자)가 되었고 부여받은 6천석은 다시 사촌동생이자 종가당주인 이와쓰키 번주 아베 사다타카에게 반납되었다. 남은 1만석은 오시 번에 편입되었다.
마사요시가 오시 번주에 취임하였을 때 사다타카에게 종가당주를 이어받았던 사촌 동생 아베 마사하루가 당주자리를 사임하여 조카 아베 마사쿠니가 이어받았고 마사하루는 오타키 번주(사누키 번 아베가 시조)가 되었다.
| 전임 막부령(아오야마 다다토시) | 오타키번 번주 (후다이 아베가, 이와쓰키 번 분가) 1638년 ~ 1652년 | 후임 이와쓰키 번과 오시 번으로 분할 (아베 마사하루) |

| 전임 아베 다다아키 | 제2대 오시 번 번주 (아베가) 1671년 ~ 1677년 | 후임 아베 마사타케 |